# 井上翼章
井上 翼章（いのうえ よくしょう／すけあき、宝暦3年3月4日（1753年4月7日） - 文政3年11月6日（1820年12月11日））は、江戸時代中期から後期の福井藩士。郷土史家。通称は織之丞、名は素良、字は思郷、帰橋と号した。

## 人物
宝暦3年（1753年）、福井藩士・梯三胤の三男として生まれる。天明元年（1781年）、福井藩士・井上満喬の養子となる。
本居宣長に国学を学び、福井藩第12代藩主・松平重富、第13代藩主・松平治好に仕えた。寛政4年（1792年）に右筆、文化7年（1810年）に右筆の頭取である右筆請込となり、文化11年（1814年）に老齢で職を辞するまで務めた。
文政3年（1820年）、68歳で没し、福井の妙経寺に葬られた。
博覧強記で14種32巻にわたる著書があり、代表的なものに、結城秀康以来の福井藩の歴史をまとめた『越藩史略』や、『越前国名蹟考』などがある。